# Rocles (Allier)
Rocles je francouzská obec v departementu Allier v regionu Auvergne. V roce 2011 zde žilo 390 obyvatel.

## Sousední obce
Buxières-les-Mines, Gipcy, Le Montet, Saint-Hilaire, Saint-Sornin, Tronget

## Vývoj počtu obyvatel
Počet obyvatel 